# Jean Bernard-Lévy
Jean Bernard-Lévy (* 9. März 1897 in Paris; † 16. Mai 1940 in Nordfrankreich) war ein französischer Fußballfunktionär, der insbesondere als Präsident des Racing Club de Paris Bekanntheit erlangte und als einer der entschiedensten Verfechter des Professionalismus in Frankreich galt.

## Befürworter professioneller Methoden
Der Sohn eines Industriellen wuchs im Marais, dem jüdischen Viertel der Landeshauptstadt, auf. Als Kind spielte er selbst begeistert, wenn auch nicht sonderlich erfolgreich Fußball beim Racing Club de France, dem großbürgerlichen Verein aus Paris. Beruflich entwickelte Bernard-Lévy sich schon in jungen Jahren zu einem angesehenen und wirtschaftlich erfolgreichen Immobilienkaufmann. Daneben nahm der Fußball großen Raum in seinem Leben ein: ab Mitte der 1920er Jahre wurde er Leiter von Racings Fußballabteilung, organisierte Freundschaftsbegegnungen gegen internationale Gegner – darunter als westeuropäische Premiere auch gegen eine Auswahl Spartak/Dynamo Moskau – und gehörte zu den Funktionären des RCF, die sich 1924 finanziell am Bau des Olympiastadions in Colombes beteiligten. Nebenher besorgte er zudem schon mal einem Spieler einen Arbeitsplatz. Für seine Aktivitäten erhielt er früh den Prix du meilleur Racingman, eine Auszeichnung für Vereinsmitglieder, die sich durch besonderen Einsatz für den Klub hervorgetan hatten. 1930 – in diesem Jahr hatte Racing erstmals in seiner Geschichte das Endspiel um die Coupe de France erreicht – verpflichtete er die Profis von Arsenal London zu einer Begegnung in Paris, woraus eine jährlich wiederkehrende, immer am 11. November, dem Jahrestag des Waffenstillstands im Ersten Weltkrieg, ausgetragene Traditionsveranstaltung wurde. Nach Racings 2:7-Niederlage forderte er im Präsidium seines Klubs den Einsatz qualifizierter Trainer für alle Mannschaften, auch für die Jugendlichen, um das französische Leistungsniveau sukzessive an das britische heranzuführen. Dies lehnte das Vereinspräsidium, für das aufgrund der sozialen Zusammensetzung der Mitgliedschaft sportliche Aktivitäten ausschließlich unter Amateurbedingungen vorstellbar waren, rundheraus ab.
Jean Bernard-Lévy vertrat seinen Verein auch im Nationalrat des Landesverbandes FFF, der im Januar 1931 beschloss, den Professionalismus im französischen Fußball zuzulassen, wurde kurz darauf zum Präsidenten dieses Gremiums gewählt und erarbeitete zusammen mit Gabriel Hanot und Emmanuel Gambardella die entsprechenden Statuten für Klubs und Spieler. Doch sein eigenes Vereinspräsidium lehnte im Januar 1932 seinen Vorstoß ab, den Club für die ein halbes Jahr später den Spielbetrieb aufnehmende professionelle Division 1 anzumelden: man werde „keinem Profiklub erlauben, den Namen Racing zu tragen“. Der von seinen Zielen überzeugte Bernard-Lévy ließ jedoch nicht locker, fand in Jules Rimet, dem Präsidenten der FFF, einen gewichtigen Fürsprecher und erwirkte 14 Tage später eine erneute Sitzung des RCF-Präsidiums. An deren Ende erlaubte die Runde mit großer Mehrheit, dass „Monsieur Jean Bernard-Lévy einen neuen Amateurclub nach dem Gesetz von 1901 gründen darf, der … Profi-Spieler beschäftigen darf“, und nahm „zur Kenntnis, dass der neue Club den Namen Racing Club de Paris tragen wird“. Das Verhältnis des neuen zum alten Verein wurde so geregelt, dass der RCF weiterhin mit all seinen Mannschaften im Amateurbereich antrat, aber Spieler vom RCP ausleihen konnte. Bernard-Lévy wurde Präsident von Racing Paris, der als einer von vier Hauptstadtklubs Aufnahme in der Division 1 fand, blieb zugleich aber auch im Leitungsgremium des Racing Club de France.

## Sportliche Erfolge
Der auch aufgrund seiner geschäftlichen Aktivitäten weltoffene Bernard-Lévy verpflichtete als erstes mit Sid Kimpton einen englischen Trainer, der die Mannschaft taktisch auf das WM-System umstellte. Dazu holte er ab 1933 mit den Österreichern Rudolf Hiden und „Gusti“ Jordan, dem Briten Fred Kennedy sowie dem Ungarn Jules Mathé mehrere nichtfranzösische Spieler an die Seine, die zusammen mit langjährigen Racingmen wie Émile Veinante, Edmond Delfour, Raoul Diagne und Maurice Dupuis nach zwei sportlich eher bescheidenen Jahren 1936 sowohl den Meistertitel als auch den Landespokal gewannen; damit sicherte sich der erst vierjährige Verein auch den Doublé. Eine intensivierte Jugendarbeit hatte dazu geführt, dass die Zahl der Vereinsmannschaften sich in diesem Zeitraum von 16 auf 52 erhöhte. Angesichts des Erstarkens faschistischer Bewegungen in Europa und des Ausbruchs des Spanischen Bürgerkriegs förderte der Präsident weiterhin internationale Begegnungen des RCP und veranstaltete ein „Turnier von Paris“ mit europäischen und südamerikanischen Spitzenteams, deren Einnahmen der Klub einem Hilfswerk für Kriegshinterbliebene spendete. In der Saison 1936/37 gelang gegen den FC Chelsea mit 2:1 der erste Sieg einer französischen gegen eine englische Profivereinself.
Nach zwei Jahren ohne Titelgewinn absolvierte Racing 1938/39 wieder eine erfolgreiche Pokalsaison, an deren Ende der erneute Gewinn der Coupe de France stand – der letzte vor Ausbruch des Zweiten Weltkriegs. Kurz nach Frankreichs Kriegserklärung an Deutschland (3. September 1939) wurden nicht nur etliche Spieler von Racing, sondern auch ihr 42-jähriger Präsident zur Armee eingezogen. An der Punktspielrunde der ab 1939/40 zweigeteilten Division 1 konnten seine Fußballer nur noch sehr eingeschränkt teilnehmen – sie absolvierten lediglich neun der 18 angesetzten Partien der Nordgruppe –, aber im Pokalwettbewerb spielte Racing sich bis ins Endspiel durch und verteidigte seinen Titel am 5. Mai 1940 erfolgreich. Auch Jean Bernard-Lévy hatte für dieses Spiel Ausgang erhalten, und selbstverständlich feierte der „Fußballverrückte“ den dritten Pokalgewinn im Kreise seiner Mannschaft – in der Uniform eines Capitaine.

## Frühes Ende
Eine Woche später begann die Wehrmacht ihren Angriff auf Westeuropa; elf Tage nach dem Endspiel im Pariser Prinzenpark fiel der Offizier Jean Bernard-Lévy in Nordfrankreich während eines Gefechts gegen die deutschen Okkupanten. Den vom mit Deutschland kollaborierenden Vichy-Regime umgehend ergriffenen Maßnahmen gegen Juden, Kommunisten und Ausländer (Zurücknahme von Einbürgerungen ab 22. Juli, Aufhebung des Verbots antisemitischer Äußerungen in der Presse am 27. August, erstes „Judenstatut“ am 3. Oktober 1940) war der „überzeugte Verfechter republikanischer Grundsätze“ nicht mehr ausgesetzt, wohl aber seine Familie und auch mancher seiner Spieler wie Edmund Weiskopf oder Oscar Heisserer.
Kurz nach Kriegsende und Befreiung benannte der Verein die Racing-Verdienstmedaille nach seinem ehemaligen Präsidenten um. Im Foyer des Klubhauses in der Pariser rue Eblé hängt auch im 21. Jahrhundert eine Gedenktafel für die Toten und Verfolgten, auf der auch an Jean Bernard-Lévy erinnert wird.

## Titel unter seiner Präsidentschaft
- Französischer Meister: 1936
- Französischer Pokalsieger: 1936, 1939, 1940 (und Finalist 1930)